# ウォーターオリオン
株式会社ウォーターオリオン（Water Orion Inc.）は、日本の企画制作会社。

## 会社概要
元81プロデュース所属の声優、音響監督の福島おりねが2004年2月3日に有限会社として設立し、2006年10月5日付けで株式会社となる。
当初は俳優、声優のマネージメントを手がけており、幾つかのネットラジオの配信、声優塾などの運営も行っていたが、組織改編を伴い、現在はアニメやゲーム、ドラマCDなどの音響制作や三カ所のスタジオ経営、イベントの企画・運営などを主業務としている。
企業のキャッチコピーは「幸せを音でプロデュースする会社」。
2008年3月1日、企画制作を主業務として組織改編。これに伴って、当時の所属声優のうち、代表の福島を除く金谷ヒデユキ・黒田崇矢・月本皇子・森和也の4名が退所。開始して1年であった声優塾も終了し、2年目の募集をすることは無かった。

## 所属タレント
- 福島おりね

## キャスティング協力作品
- ダンガンロンパシリーズ
- 龍が如く（１＆２）

## かつて所属していたタレント
- 金谷ヒデユキ（現所属：81プロデュース）
- 黒田崇矢（現所属：アクセルワン）
- ショッカーO野
- 月本皇子（現所属：アーティストクルー）
- たちばなみかみ
- 中嶋佳葉（現所属：81プロデュース）
- 水木竜司（現所属：タイミングファクトリー）
- 藤原喜明（声の預かり）
- 齋藤ヤスカ（声の預かり）

## ネットラジオ
- 勝平・金谷のディナーショー
- 花小町の水ものラジオ
- BELOVED放送局 コトカナ ココカラ
- Knock Out VOICE!!

いずれも既に終了した番組である。これらのうち、『花小町の水ものラジオ』、『BELOVED放送局 コトカナ ココカラ』、『Knock Out VOICE!!』はウォーターオリオン自身も配信していた。